# Rafał Omelko
Rafał Omelko (Wrocław, 16 januari 1989) is een atleet uit Polen, die gespecialiseerd is in de 400 m. Hij nam eenmaal deel aan de Olympische Spelen, maar won bij die gelegenheid geen medailles. Zijn beste prestaties boekte hij als estafetteloper.

## Biografie
Omelko behaalde op de Europese kampioenschappen van 2014 brons op de 4 × 400 m estafette. Een jaar later werd hij derde op de Europese indoorkampioenschappen in Praag op de 400 m na Pavel Maslák en Dylan Borlée. Op de estafette behaalde Polen de zilveren medaille, na België.
In 2016 maakte Omelko zijn olympisch debuut bij de Olympische Spelen van Rio de Janeiro. Hij kwam uit op zowel de 400 m als de 4 × 100 m estafette. Op de 400 m sneuvelde hij in de halve finale met een tijd van 45,28 s. Op de estafette behaalde hij met zijn ploeggenoten wel de finale; daarin werd het Poolse viertal zevende in 3.00,50.
Omelko is aangesloten bij AZS AWF Wrocław.

## Titels
- Wereldindoorkampioen 4 × 400 m - 2018
- Europees indoorkampioen 4 × 400 m - 2017
- Pools kampioen 400 m - 2016, 2017
- Pools indoorkampioen 200 m - 2017
- Pools indoorkampioen 400 m - 2014, 2017

## Persoonlijke records
Outdoor
| Onderdeel    | Prestatie | Datum            | Plaats      |
| ------------ | --------- | ---------------- | ----------- |
| 200 m        | 21,07     | 28 juli 2016     | Sopot       |
| 300 m        | 32,31     | 18 mei 2014      | Pliezhausen |
| 400 m        | 45,14     | 7 juli 2016      | Amsterdam   |
| 400 m horden | 50,26     | 6 september 2014 | Krakau      |

Indoor
| Onderdeel | Prestatie | Datum            | Plaats   |
| --------- | --------- | ---------------- | -------- |
| 200 m     | 21,34     | 14 februari 2015 | Spala    |
| 300 m     | 32,73     | 14 februari 2017 | Ostrava  |
| 400 m     | 46,08     | 4 maart 2017     | Belgrado |

## Palmares

### 200 m
- 2017:  Poolse indoorkamp. - 21,14 s

### 400 m
- 2013: 4e Universiade - 45,69 s
- 2014:  Poolse indoorkamp. - 46,29 s
- 2014: 5e in ½ fin. WK indoor - 46,94 s
- 2014: ½ fin. EK - 46,69 s
- 2015:  EK indoor - 46,26 s
- 2015: ½ fin. Universiade - 46,62
- 2016:  Poolse kamp. - 45,57 s
- 2016: 6e EK - 45,67 s
- 2016: 7e in ½ fin. OS - 45,28 s
- 2017:  Poolse indoorkamp. - 46,60 s
- 2017:  EK indoor - 46,08 s
- 2017:  Poolse kamp. - 45,67 s
- 2017: 7e in ½ fin. WK - 45,37 s

### 400 m horden
- 2010: 7e in serie EK - 52,54 s

### 4 × 400 m
- 2008: 5e WK U20 - 3.08,65
- 2011:  EK U23 - 3.05,96 (nam alleen deel in de series)
- 2013: DSQ EK indoor
- 2013: 7e in serie WK - 3.01,73
- 2014: 4e WK indoor - 3.04,39
- 2014: serie IAAF World Relays - 3.05,96
- 2014:  EK - 2.59,85
- 2015:  EK indoor - 3.02,97
- 2015:  EK team - 3.01,24
- 2015: 9e IAAF World Relays - 3.03,23
- 2015:  Universiade - 3.07,77
- 2015: serie WK - 3.00,72
- 2016:  EK - 3.01,18
- 2016: 7e OS - 3.00,50 (in series: 2.59,58)
- 2017:  EK indoor - 3.06,99
- 2017: 7e WK - 3.01,59
- 2018:  WK indoor - 3.01,77 (WR)